# ナガバノモウセンゴケ
ナガバノモウセンゴケ（学名: Drosera anglica）は、モウセンゴケ科に属する食虫植物の一種。英語圏ではEnglish sundewやgreat sundewなどと呼ばれる。
ユーラシア大陸や北アメリカ大陸北部の温帯地域に生息する種である一方で、日本、南ヨーロッパ、ハワイのカウアイ島まで生息しており、そこでは熱帯モウセンゴケとして生育している。
この種は、モウセンゴケ（D. rotundifolia）とD. linearisの複二倍体に由来すると考えられている。つまり、この2種の間の不稔雑種が染色体を倍増させて稔性の子孫を作り、それが現在のナガバノモウセンゴケに安定したということである。

## 形態

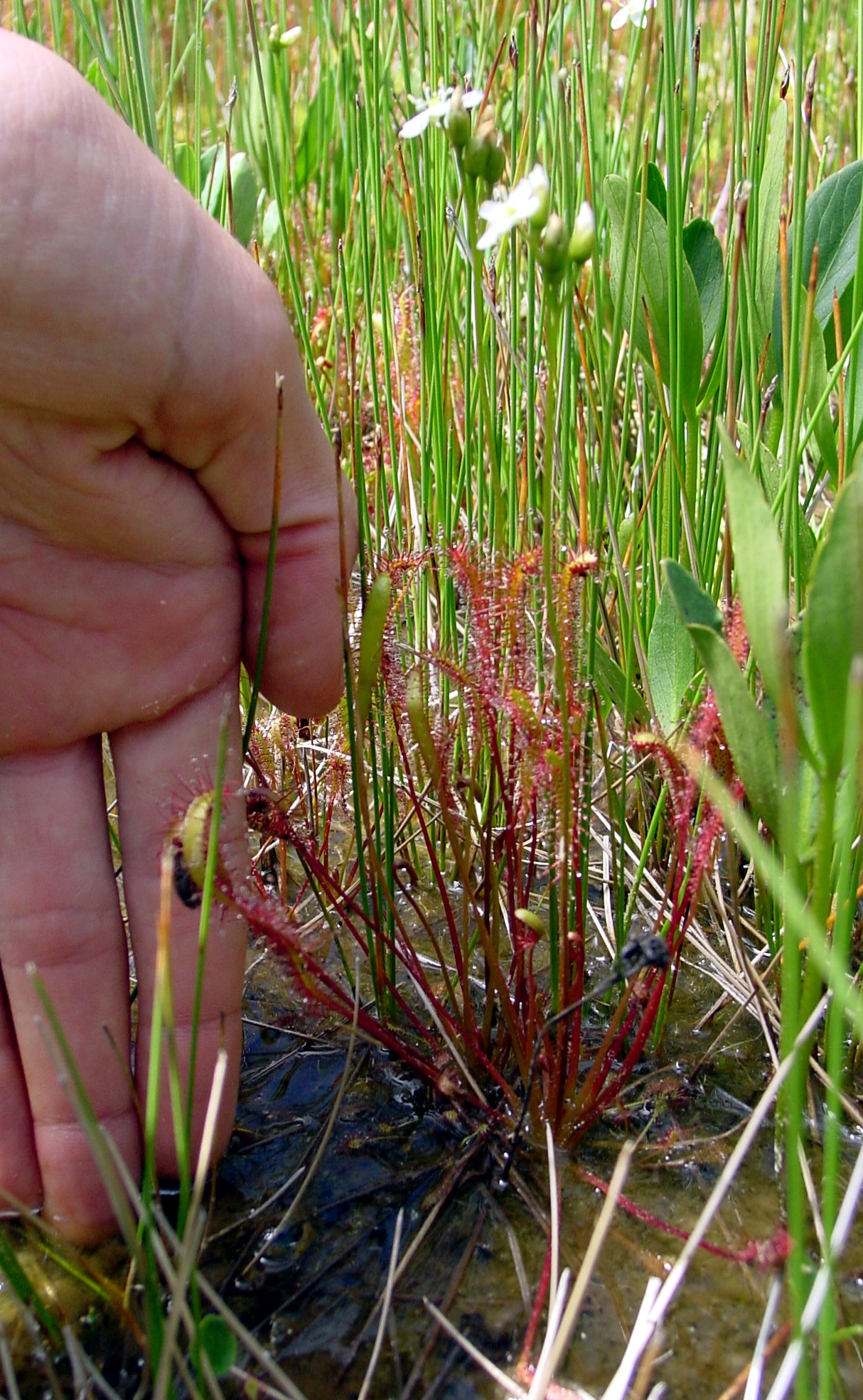
大きなナガバノモウセンゴケ。大きさの比較のために手も写っている。

ナガバノモウセンゴケは多年草で、直立した茎のないロゼットを形成する。葉は一般的に線形でへら状になっている。モウセンゴケの仲間に典型的なように、葉身は柄のある赤みがかった触毛で密に覆われており、それぞれの先端には昆虫を捕獲するのに使う粘液の透明な液滴がついている。長さ15 - 35ミリメートルの葉身は、長い葉柄によって半直立に保たれ、葉全体の大きさは30 - 95ミリメートルになる。植物全体は緑色で、明るいところでは赤く色づく。カウアイ島以外のすべての個体群では、ナガバノモウセンゴケは休眠芽（冬芽）を形成する。休眠芽は地際でつぼまった葉からなり、春になると休眠が解ける。根系は弱く、数センチメートルしか伸びず、主に植物体の固定や、水の吸収をするために機能する。沼地では植物が利用可能な栄養源としての窒素が不足しているため、昆虫を捕獲して消化することで栄養源としている。
ナガバノモウセンゴケは夏に開花し、長さ6 - 18センチメートルの花柄を伸ばし、白い花を数個ずつ咲かせる。モウセンゴケの仲間の他の種と同様に、花には5つのがく片、花弁、雄しべがあり、3つの雄しべがある。花弁の長さは8 - 12ミリメートルで、花は枝分かれした2裂した雄しべを持つ。無臭で蜜のない花は、受粉を昆虫に頼らず、自家受粉によって種子をつける。黒い丸みを帯びた紡錘形の種子は、長さ1 - 1.5ミリメートル。果実は裂開した3弁の蒴果である。

## 食虫植物としての性質

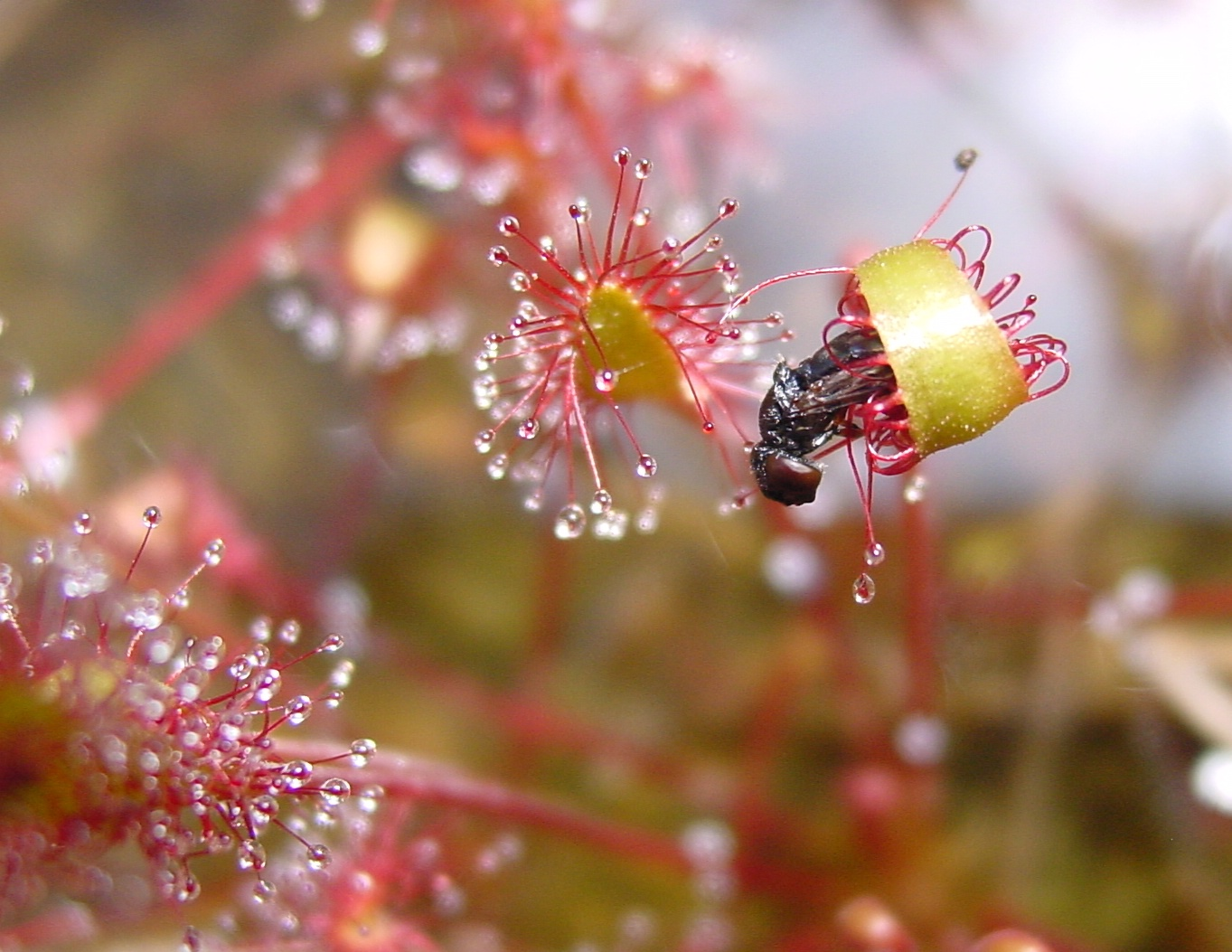
ハエを捕らえたナガバノモウセンゴケの葉

他のモウセンゴケの仲間と同様、ナガバノモウセンゴケはその葉身を覆う柄のある触毛と呼ばれる腺毛から粘液を出し、小さな節足動物（通常は昆虫）を誘引し、捕獲し、消化する。獲物は触毛から発される甘い香りに誘引され、獲物が植物に降り立つと、粘液の滴が獲物に付着する。獲物のほとんどはハエのような小さな昆虫だが、大きな羽を持つ大型の昆虫も捕らえる。小さなチョウやトンボでさえも、粘液によって動けなくなることがある。
獲物と触毛が接触した際に起こる最初の反応は、接触屈性（接触刺激に反応する動き）運動からなり、触毛が獲物と葉の中心に向かって曲がり、獲物との接触を最大化する。さらに、ナガバノモウセンゴケは、消化を促進するために獲物を巻き込むように葉身を曲げる。葉を曲げるのに数時間から数日かかるのに対し、触毛の動きは数分で起こる。何かを捕まえると、獲物に触れた触毛はさらに粘液を分泌して獲物を泥状にし、獲物は最終的には疲労で死ぬか、粘液が気管に詰まって窒息死する。獲物が消化され、得られた栄養液が植物に吸収されると、葉は展開し、獲物の外骨格だけが残る。

## 生育環境

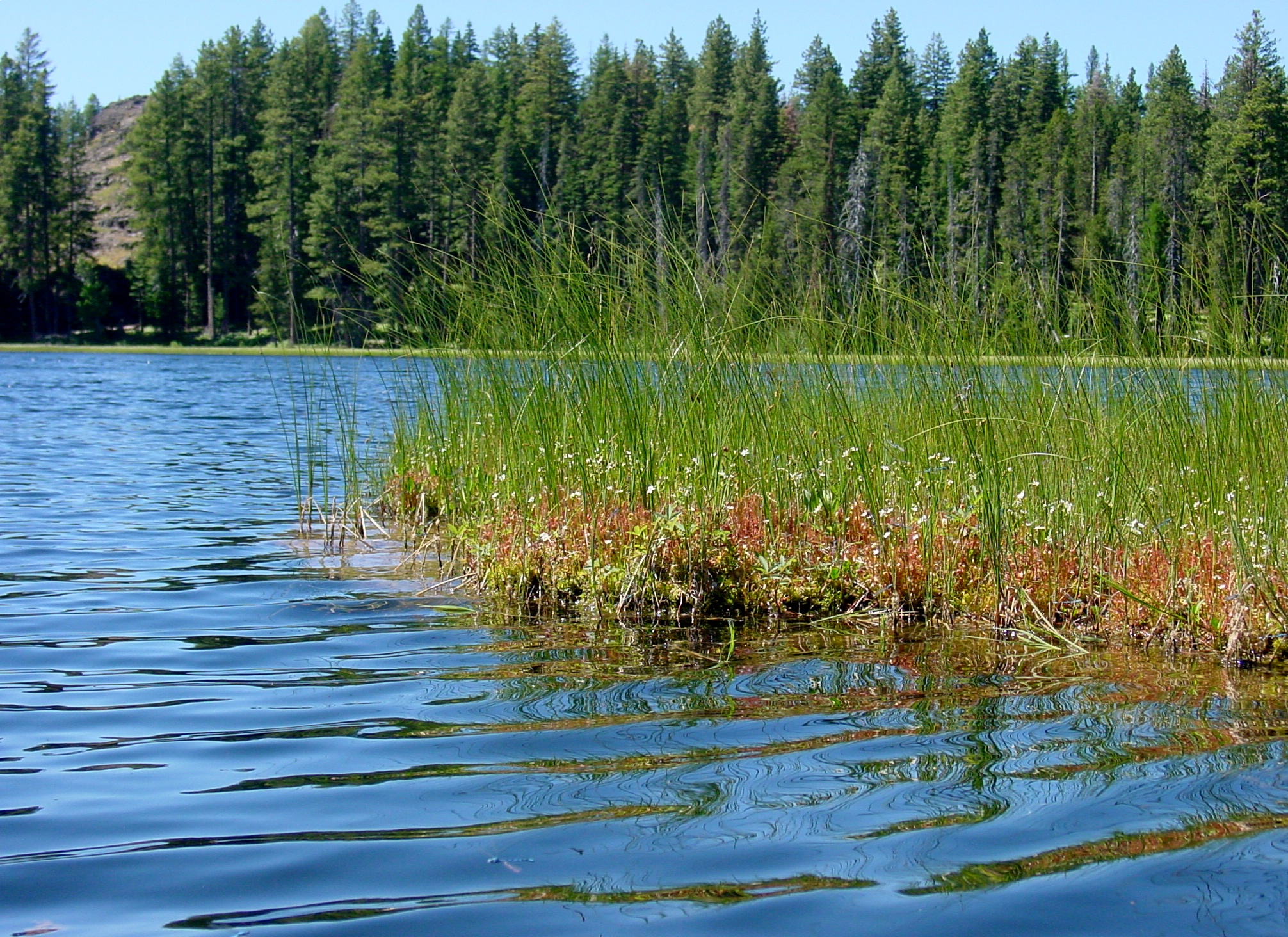
オレゴン州ワラウア山脈に生育するナガバノモウセンゴケ

ナガバノモウセンゴケは、湿っていてしばしばカルシウムに富んだ土壌を持つ、開けた非森林の生息地で生育する。これにはボグ、フェンなどの石灰質の生息地が含まれる。このようなカルシウム耐性は、モウセンゴケ属の中では比較的珍しい。ナガバノモウセンゴケはしばしば様々なミズゴケと共生し、生きたミズゴケ、死んだミズゴケ、分解されたミズゴケなどからなる土壌で生育する。ミズゴケは土壌表面の水分を吸い上げ、同時に土壌を酸性化する。常に水分が浸透しているため、浸透しきれなかった土壌養分は、多くの場合、ミズゴケによって使い果たされるか、土壌pHが低いために利用できなくなる。養分の利用可能性が低いため、他の植物との競合が減り、食虫植物であるモウセンゴケの仲間が繁茂することができる。

## 分布

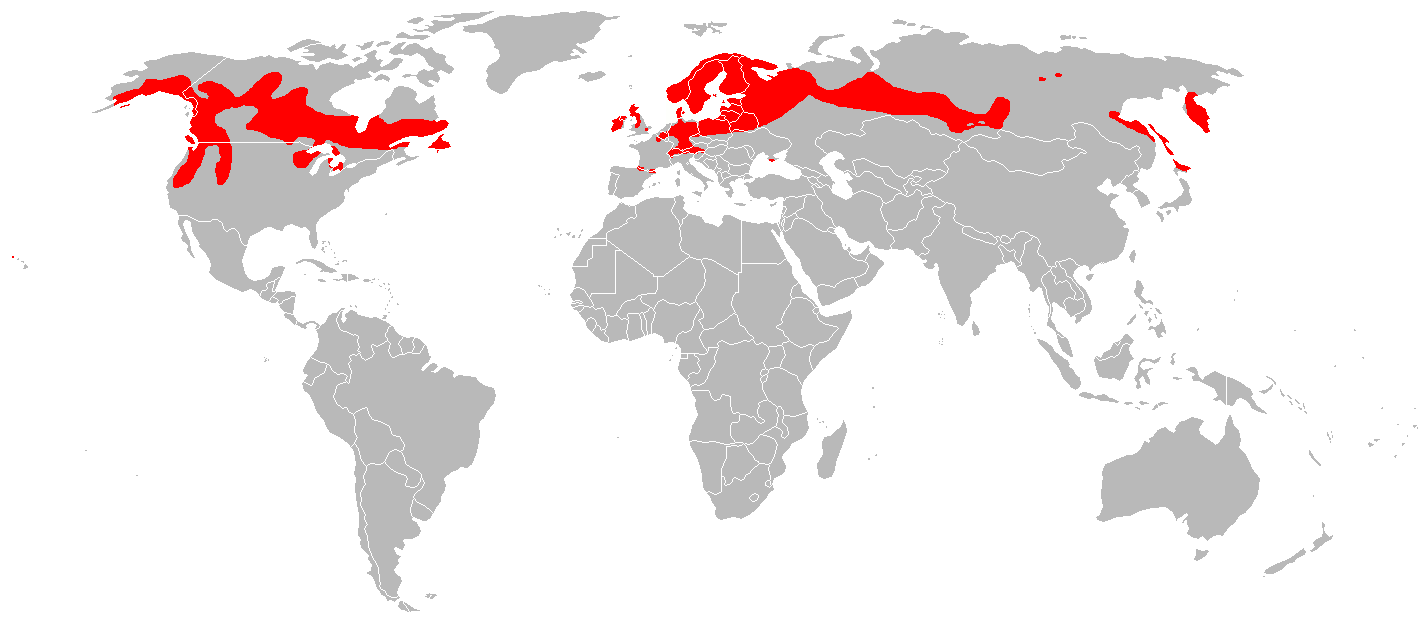
ナガバノモウセンゴケの分布

ナガバノモウセンゴケは、世界で最も広く分布するモウセンゴケの仲間のひとつである。一般に地球上の高緯度に分布しているが、日本、南ヨーロッパ、ハワイのカウアイ島、カリフォルニア州など、より南の地域にも分布する。ハワイではミキナロ（mikinalo）と呼ばれ、ハワイの個体は一般的に通常より小さく、冬の休眠期間を経験しない。北米ではアラスカを含むアメリカ12州とカナダ11州および準州に生息している。高度範囲は5mから少なくとも2000mである。アメリカ・ミネソタ州では、1978年に低成長のコケ類やスゲ類が優占する鉱物質栄養性泥炭地の浅い池で生育しているのが発見された。個体数が少なく、生息地が微小なため、同州では絶滅危惧種に指定されている。
日本では北海道（大雪山系、サロベツ原野）と尾瀬にのみ分布しており、北海道では絶滅危惧IB類に、福島県・新潟県・群馬県では絶滅危惧II類に指定されている。

## 起源
本種を除く北米産モウセンゴケ属植物の染色体数はすべて2n=20である。1955年、Woodはナガバノモウセンゴケの染色体数が2n=40であることに注目し、複二倍体由来であるという仮説を立てた。ナガバノモウセンゴケの葉の形態はモウセンゴケ（D. rotundifolia）とD. linearisの中間的なものであり、この2種はいくつかの場所で同所的に発生することから、Woodはナガバノモウセンゴケがこの2種の雑種に由来する可能性が高いと推測した。
北米産のモウセンゴケ属はすべて不稔の雑種をつくる。自然交雑種であるD. rotundifolia × D. linearis（慣例的にDrosera × anglicaと呼ばれているが誤りである）も不稔性であるが、形態的には現代のナガバノモウセンゴケに似ている。しかし、胚珠や花粉の生成中に減数分裂のエラーが起こり、染色体が倍増して生存可能な種子ができることがある。その結果、生まれる植物は複二倍体として稔性を持つことになる。Woodは、これは現在進行中のプロセスであり、ナガバノモウセンゴケは、複数の場所で複二倍体化によってD. rotundifolia × D. linearisから種分化しているようだと指摘している。D. linearisの生息域が北アメリカの五大湖地域に限られているのに対し、なぜナガバノモウセンゴケはこれほど広範囲に分布しているのかという疑問が残るが、これに関しては、D. linearisの生息域が北アメリカの五大湖周辺に限定されているのに対し、ナガバノモウセンゴケは多様な生息環境に適応できることが大きな要因である可能性がある。

## 歴史
ナガバノモウセンゴケ（Drosera anglica）は1778年にウィリアム・ハドソンによって初めて記載された。この植物は、同じく長い葉を持つ同属のナガエモウセンゴケ（D. intermedia）としばしば混同されてきた。この混同に拍車をかけたのは、旧名のD. longifolia（1753年にカール・フォン・リンネが記載）が再浮上したことである。D. longifoliaは記述が曖昧すぎるとされ、ナガバノモウセンゴケとナガエモウセンゴケの両方の標本に適用されていた。腊葉標本もこの2種が混在していた。これらの点から、マーティン・チークは1998年にD. longifoliaを種名として却下するよう提案した。この提案は受け入れられ、1999年にこの分類群は却下とされた。

## 雑種
ナガバノモウセンゴケを含むいくつかの自然交配種には以下のようなものが存在する。これらはすべて不稔である。さらに、人工的に作られた雑種もいくつか存在している。
| ナガバノモウセンゴケ × Drosera capillaris                       | = Drosera × anpil                         |
| ナガバノモウセンゴケ × Drosera filiformis                       | = Drosera × anfil                         |
| ナガバノモウセンゴケ × Drosera linearis                         | = Drosera × linglica                      |
| ナガバノモウセンゴケ × ナガエモウセンゴケ（Drosera intermedia） | = Drosera × anterm                        |
| ナガバノモウセンゴケ × コモウセンゴケ（Drosera spatulata）      | = Drosera × nagamoto                      |
| ナガバノモウセンゴケ × モウセンゴケ                             | = サジバモウセンゴケ（Drosera × obovata） |

## 人とのかかわり
園芸植物として育てられる。同属のモウセンゴケは百日咳などの治療に用いられており、代用品としてナガバノモウセンゴケも薬として利用されてきた。エラグ酸、ヒペロシド、イソクェルシトリン、2- O-ガロイルヒペロシドなどの代謝物を含むことが調べられている。

## ギャラリー

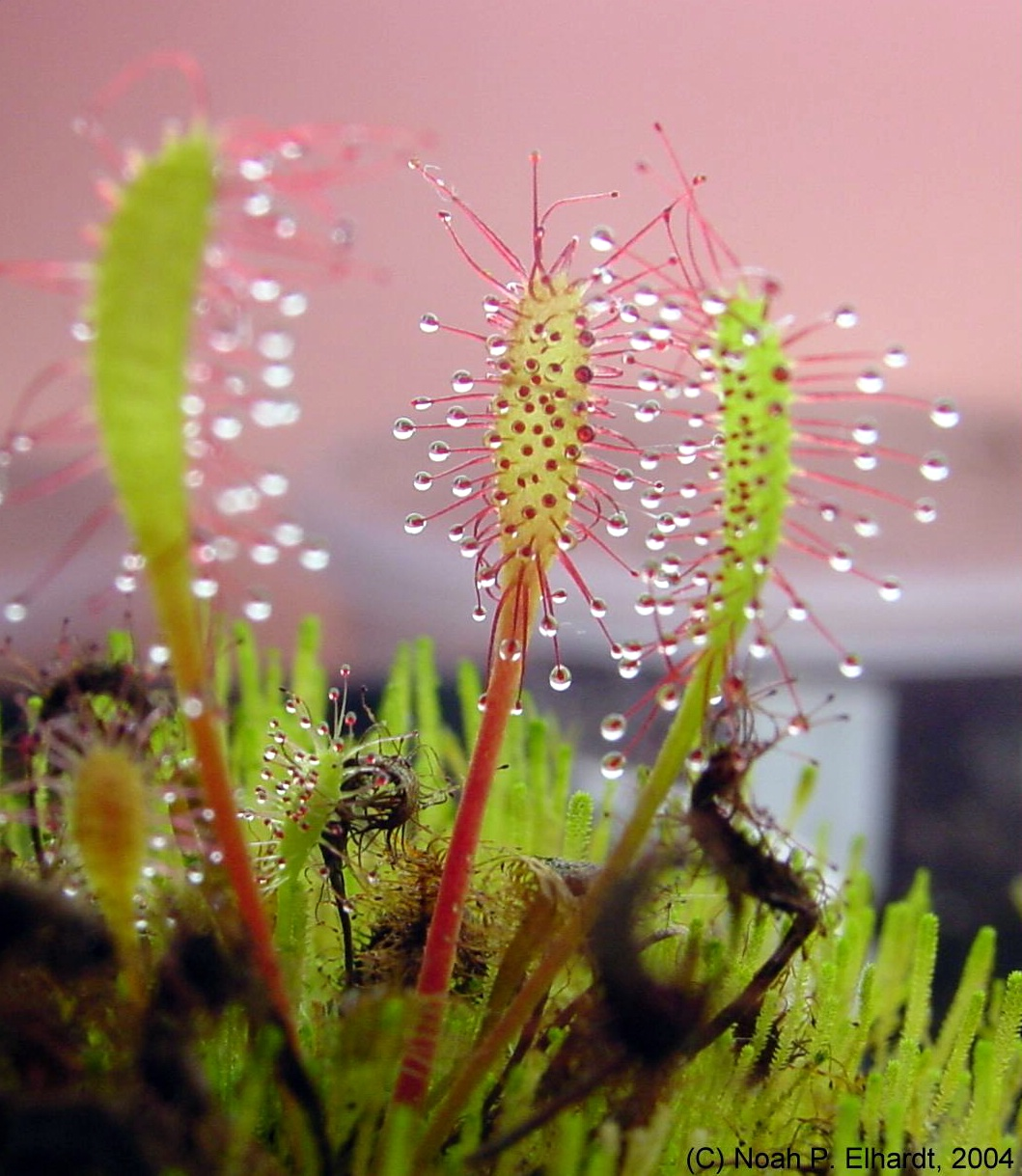
ハワイのカウアイ島の個体
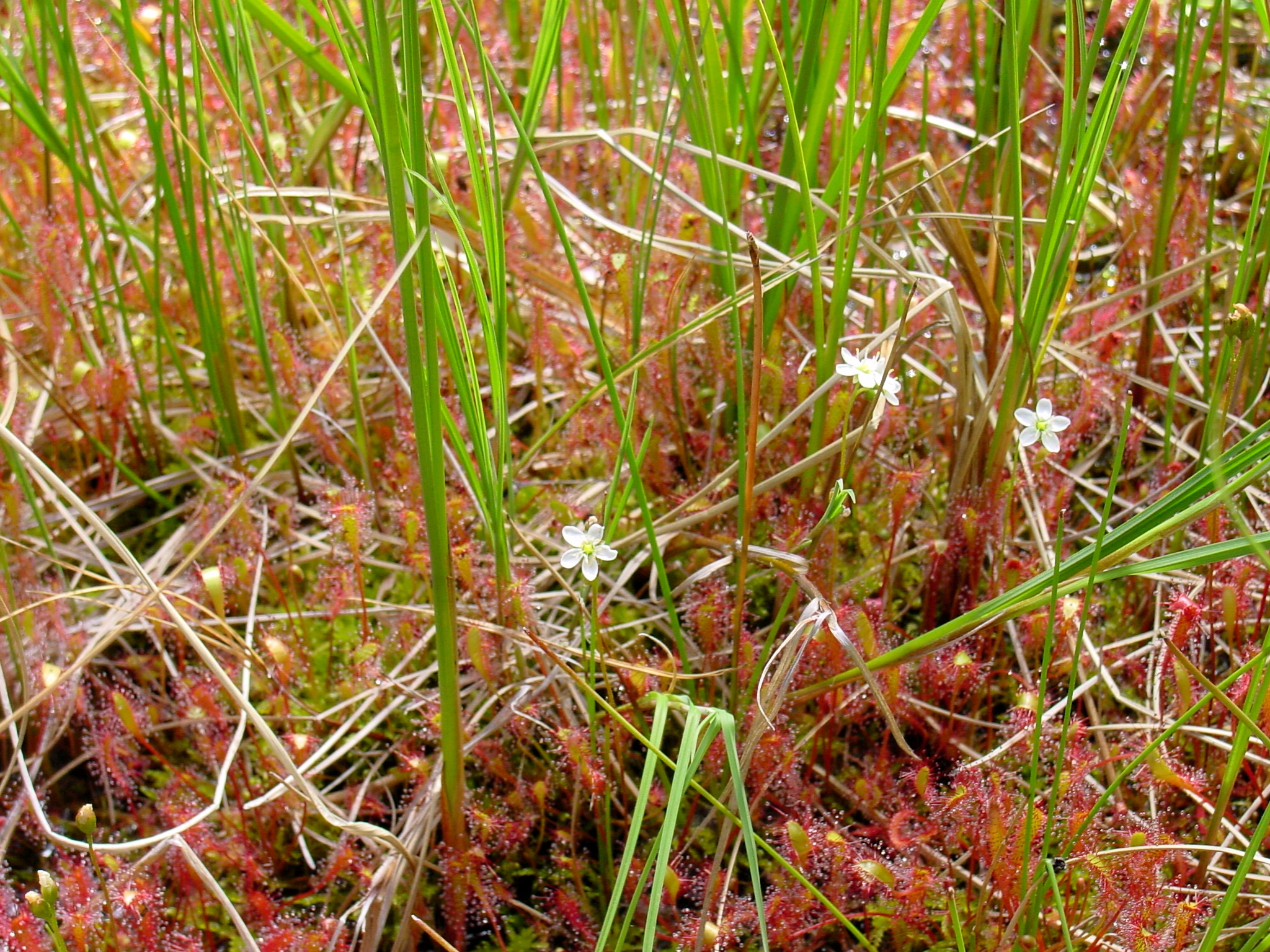
密に花をつけたナガバノモウセンゴケ
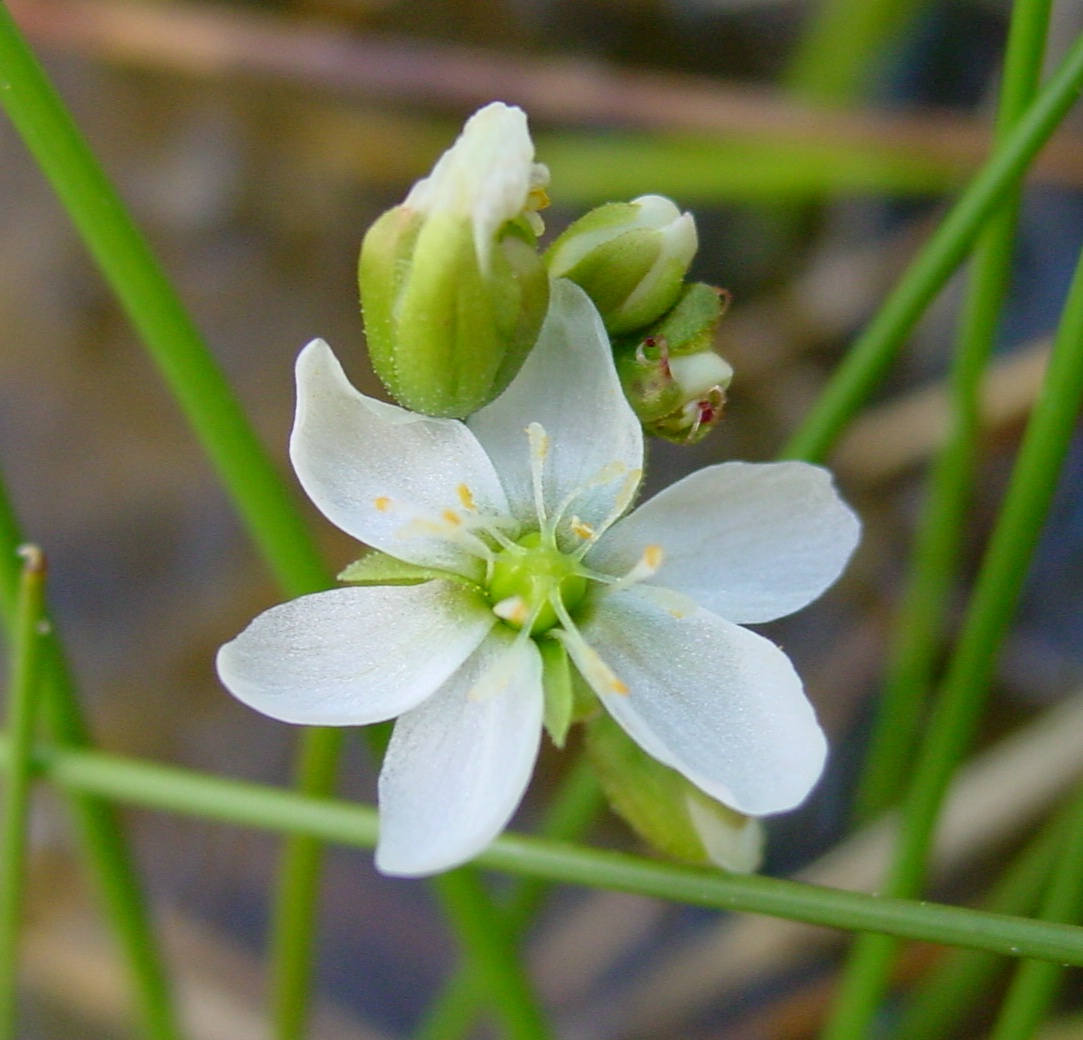
変則的に花弁を6枚つけたナガバノモウセンゴケ
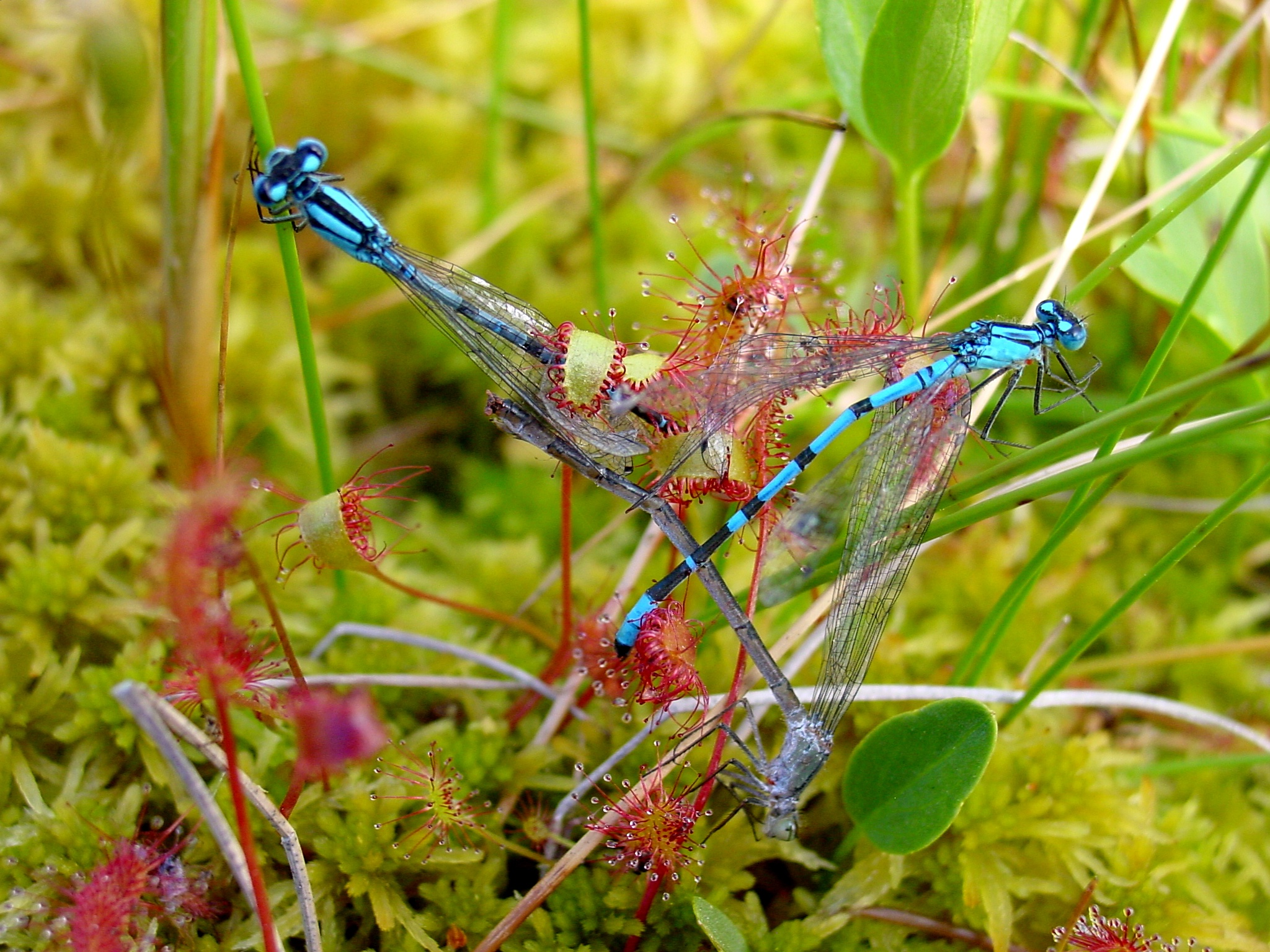
ナガバノモウセンゴケに捕獲されたイトトンボ
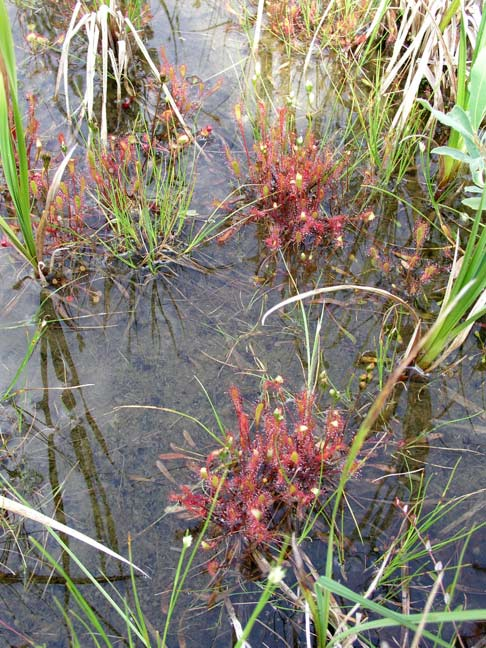
カナダのブリティッシュコロンビア州の個体